# فيريشتشاغينو
فيريشتشاغينو (بالروسية: Верещагино) هي إحدى مدن روسيا في الكيان الفدرالي الروسي بيرم كراي.